# Гуменюк Владислав Віталійович
Владисла́в Віта́лійович Гуменю́к (30 січня 1965) — український футбольний тренер.

## Життєпис
Тривалий час працював викладачем кафедри футболу Олімпійського коледжу імені Івана Піддубного. Приклав руку до становлення таких футболістів як Олексій Клак, Данило Сагуткін, Дмитро Шастал.
У сезоні 2016/17 потрапив до списку найкращих дитячих тренерів України. На початку 2018 року був змушений звільнитися під тиском керівництва коледжу.
Після відставки Фабріціо Раванеллі у вересні 2018 року протягом двох матчів виконував обов'язки головного тренера київського «Арсенала». У обох поєдинках «каноніри» поступилися.